# Teatro de Sadler's Wells
El teatro de Sadler's Wells es un teatro en el municipio londinense de Islington. El edificio actual es el sexto en ocupar el mismo lugar desde 1683. Consta de dos salas, el auditorio principal, de 1 500 plazas y el estudio Lilian Baylis, con numerosas salas de ensayo. 

## Historia

### El primer teatro y jardines
En 1683, Richard Sadler abrió su «Musick House» (casa de la música), siendo este el segundo teatro público que se abrió en Londres tras la Restauración. El nombre de Sadler's Wells viene de los manantiales (wells) que Sadler tenía en su finca y que se suponía tenían propiedades curativas.
A mediados del siglo XVIII, aunque la existencia de dos teatros reales, el Royal Opera House y el de Drury Lane, perjudicaba a los demás teatros de la capital Sadler's Wells pudo aprovechar bien la temporada veraniega ya que los dos teatros reales solo se abrían para las temporadas de otoño e invierno.

### Segundo y tercer teatros

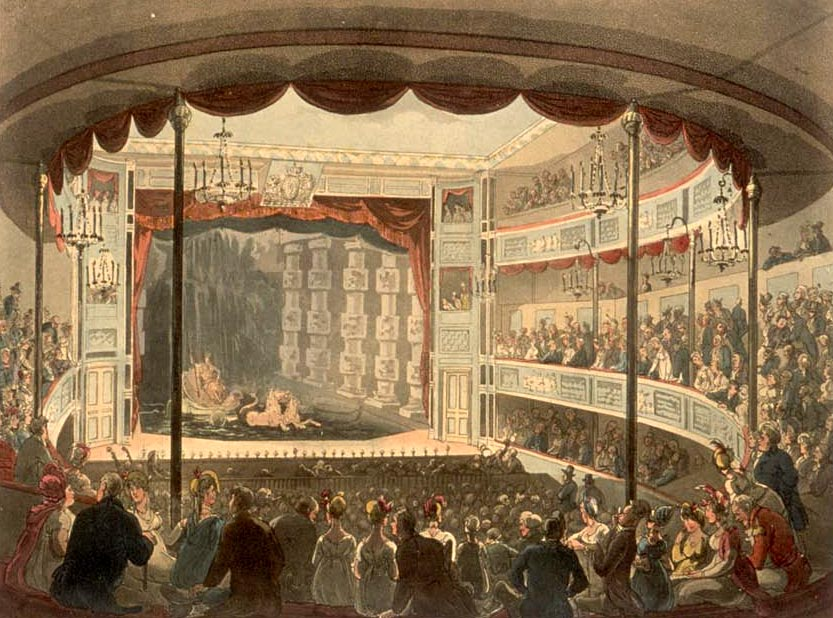
A performance at Sadler's Wells, circa 1808.

El segundo edificio, inaugurado en 1765, se construyó en piedra en tan solo siete semanas. Más tarde, se construyó un gran tanque de agua para el montaje de los llamados «aqua drama», tan populares en el siglo XVIII, llegando incluso a cambiar de nombre durante un breve periodo para llamarse el Teatro Acuático, bajo la gerencia, a partir de 1804, del gran dramaturgo Charles Dibdin.
Entre los actores conocidos que actuaron en el Sadler's Wells durante esta época, se encuentran Edmund Kean y Joseph Grimaldi. Asimismo, entre las obras escenificadas, A Christmas Carol y The Old Curiosity Shop, ambas basadas en obras populares de Charles Dickens.
Coincidiendo con un nuevo periodo de decadencia, Sadler's Wells supo aprovechar la promulgación del Theatres Act 1843 que puso fin al duopolio de los dos teatros reales y entre 1844 y 1862 representó un programa de Shakespeare, del cual Macbeth (1844), Antony and Cleopatra (1849) y Pericles (1854) tuvieron un gran éxito. 
En la segunda mitad del siglo XIX, se puso de moda de nuevo el melodrama pero, como señaló Pinero en su comedia Trelawny of the 'Wells' (1898), Sadler's Wells quedaría desfasado una vez más la llegada del [Realismo artístico|Realismo]. En 1875, se propuso convertirlo en baños públicos, y durante un periodo, sirvió como pista para patinaje sobre ruedas que se había puesto de moda unos años antes. En 1878 fue clausurado por defectos graves en sus estructura.

### Cuarto teatro
Tras su restablecimiento como teatro en 1879, sirvió como music hall, con actuaciones de Marie Lloyd, Harry Champion y Roy Redgrave. 
En 1896, fue reformado como sala de cine, pero cerró de nuevo en 1915.

### Quinto teatro

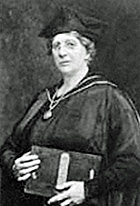
Lilian Baylis creó el quinto Sadler's Wells

En 1925, la dueña del teatro Old Vic, Lilian Baylis solicitó la ayuda del Duque de Devonshire para recaudar fondos para crear una fundación con el objetivo de comprar al Sadler's Wells como bien público. El patronato incluyó personajes Winston Churchill, Stanley Baldwin, G. K. Chesterton, John Galsworthy, Dame Ethel Smyth y Sir Thomas Beecham. 
Ese mismo año, Baylis empezó a colaborar con la profesora de baile Ninette de Valois, una exbailarina del Ballets Russes bajo Sergei Diaghilev. Cuando en 1931 se volvió a abrir el Sadler's Wells al público, de Valois estableció allí la escuela de baile del Sadler's Wells Ballet y el Vic-Wells Ballet, siendo los principales bailarines Alicia Markova y Anton Dolin y el coreógrafo Frederick Ashton, todos ellos habiendo estado antes con Marie Rambert.
El teatro se estrenó el 6 de enero de 1931 con una producción de Noche de reyes con Ralph Richardson y John Gielgud. La temporada 1933/34 dirigida por Tyrone Guthrie incluía un reparto con Charles Laughton, Peggy Ashcroft, Flora Robson, Athene Seyler, Marius Goring y James Mason. 
Al finalizar la Segunda Guerra Mundial, en 1946, al reabrirse el Royal Opera House de Covent Garden, el ballet de Sadler's Wells fue invitado a convertirse en el ballet de la institución. 
En 1968 se trasladar la compañía de opera de Sadler's Wells al London Coliseum y más tarde se convierte en la English National Opera.

### El teatro actual
El teatro actual se inauguró en octubre de 1998, manteniendo la calificación de Grado II del listado de monumentos clasificados del Reino Unido.